# シャミナード大学

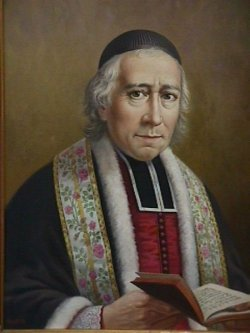
マリア会の創始者ギヨーム・ジョゼフ・シャミナードは2000年にヨハネ・パウロ2世により列福されている。

シャミナード大学（シャミナードだいがく、英語: Chaminade University of Honolulu）は、アメリカ合衆国ハワイ州ホノルルにあるカトリック系の大学である。1955年にマリア会によって設立され、名称はカトリックのマリア会 (en) を興したギヨーム・ジョゼフ・シャミナードにちなんでいる。

## 歴史
フランス革命時代の迫害を逃れた福者ギヨーム・ジョゼフ・シャミナードが1817年に興したマリア会 (en) は、1849年にアメリカ大陸の移民たちへの宣教に乗り出している。1883年にホノルルにセント・ルイス・スクール (a-on) を設立して、男子の中等・高等学校教育を始めた。この学校の卒業生の要請もあって、1955年にはハワイのカトリック教徒のためにセント・ルイス短期大学を設立した。
この短期大学は1957年に四年制大学となり、マリア会の創設者シャミナードにちなんでシャミナード大学と名称を変えている。大学院も、1977年には設立した。

## 教育の理念
学生がマリア会の理念に基づくリベラル・アーツ教育を経て、将来の生活、奉仕、キャリアへの教育を行えるような環境を整えている。 学生数は約2,000人で、比較的小規模の大学である。 2015年にはカメハメハ・スクールと提携して、ハワイ先住民への奨学金も開始している。

## キャンパス
キャンパスはホノルルの住宅地域であるカイムキ (en) の丘の斜面（
北緯21度17.381分 西経157度48.412分 / 北緯21.289683度 西経157.806867度座標: 北緯21度17.381分 西経157度48.412分 / 北緯21.289683度 西経157.806867度
）に置かれていて、オアフ島の南岸にあるダイヤモンドヘッド、ワイキキ、ホノルル・ダウンタウン (en) を見下ろす位置にある。構内の建物は常に新築・改築されていて、最近では科学・通信館、サリヴァン・ファミリー図書館、看護教育館が新設されている。現在、教育本館の改築が進んでいる。

## 参照項目
- ハワイのカトリック
- 日本のマリア会の教育事業